# 21 Wojskowy Oddział Gospodarczy
21 Wojskowy Oddział Gospodarczy (21 WOG) – jednostka logistyczna Sił Zbrojnych Rzeczypospolitej Polskiej. Realizuje zadania zabezpieczenia finansowego i logistycznego jednostek i instytucji wojskowych na swoim terenie odpowiedzialności.

## Formowanie i zmiany organizacyjne
Na podstawie decyzji Ministra Obrony Narodowej nr Z-83/Org./P1 z 20 września 2011 oraz rozkazu wykonawczego szefa Inspektoratu Wsparcia SZ nr PF-46/Org. z 16 lutego 2012 rozpoczęto formowanie Oddziału. Z dniem 1 stycznia 2013 jednostka rozpoczęła statutową działalność .

## Symbole oddziału
Odznaka pamiątkowa
Minister Obrony Narodowej swoją decyzją nr 334/MON z 7 sierpnia 2014 wprowadził odznakę pamiątkową i oznaki rozpoznawcze Oddziału.
Odznaka pamiątkowa wykonana jest na planie amarantowo-błękitnego krzyża maltańskiego, nałożonego z góry na półwieniec zębaty, a na dole na półwieniec laurowy. Na górnym ramieniu krzyża umieszczona jest liczba „21”, a na dolnym, lewym i prawym ramieniu litery „WOG”. Pomiędzy ramionami krzyża znajduje się skrzyżowany kłos i miecz. W centralnym miejscu krzyża umieszczony jest herb Elbląga .
Oznaki rozpoznawcze 

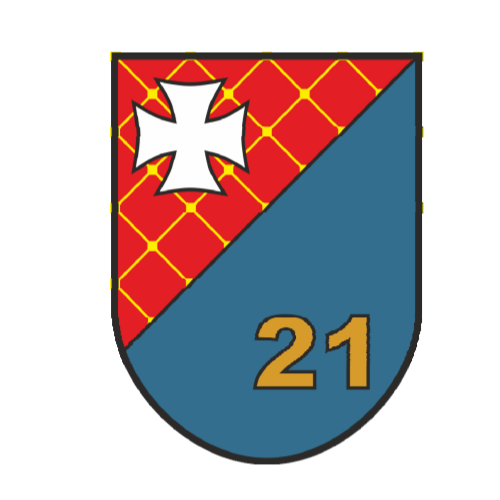
Oznaka rozpoznawcza na mundur wyjściowy
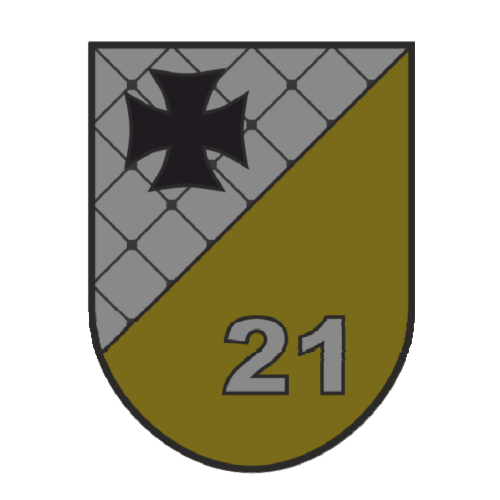
Oznaka rozpoznawcza na mundur polowy

## Komendanci WOG
| Komendanci WOG           | Komendanci WOG          |
| Stopień, imię i nazwisko | Okres pełnienia służby  |
| ------------------------ | ----------------------- |
| płk mgr Cezary Balewski  | 2012 – 13 VII 2017      |
| płk Krzysztof Klin       | 18 XII 2017 – 31 I.2022 |
| płk Wojciech Zych        | 25 IV 2022 – obecnie    |